# Antoine Darquier de Pellepoix
Antoine Darquier de Pellepoix (Tolosa, 23 novembre 1718 – Tolosa, 18 gennaio 1802) è stato un astronomo francese.

## Biografia
Con il suo telescopio osservò alcuni fenomeni astronomici come le macchie solari.
Le sue osservazioni tra il 1748 ed il 1773 sono raccolte nel libro Osservazioni Astronomiques Faites Toulouse (Avignone 1777).
Nel 1761 tradusse in francese Cosmologische Briefe (Lettere cosmologiche) di Johann Heinrich Lambert.
Nel gennaio 1779, qualche giorno prima di Charles Messier, quando stava osservando la cometa, utilizzando un telescopio rifrattore acromatico di 2,5 pollici con lunghezza focale di 42 pollici scoprì la ring nebula, descrivendola così: "una nebulosa tra Gamma e Beta Lyrae, è molto noioso, ma perfettamente delineato, è grande come Giove e assomiglia a un pianeta che sta scomparendo".
Nel 1781 fu tra i primi astronomi a osservare il pianeta Urano, recentemente scoperto, con lo stesso telescopio, calcolandone l'orbita.
Tra il 1791 ed il 1798 creò un vasto catalogo di posizione delle stelle che Jérôme Lalande incorporò nel suo catalogo di quasi 50.000 stelle.